# Фонтанафреда (Казерта)
Фонтанафреда је насеље у Италији у округу Казерта, региону Кампанија.
Према процени из 2011. у насељу је живело 358 становника. Насеље се налази на надморској висини од 611 м.